# Amanz Kaspar Affolter
Amanz Kaspar Affolter (* 10. Juni 1825 in Niedergerlafingen (heute Gerlafingen); † 28. September 1861 in Solothurn) war ein Schweizer Jurist und Politiker.

## Leben

### Familie
Amanz Kaspar Affolter war der Sohn des Landwirts und Grossrats Urs Josef Affolter; er war das vierte von acht Kindern.
Seit 1853 war er mit Josepha Kleophe, der Tochter von Urs Josef von Büren, Amtsschreiber von Kriegstetten, verheiratet; gemeinsam hatten sie zwei Söhne und drei Töchter.

### Werdegang
Amanz Kaspar Affolter besuchte das Lehrerseminar in Oberdorf, das von Jacob Roth (1798–1863) geleitet wurde, und ging im Frühjahr 1842 zur Oberrealschule (heute Kantonsschule) in Solothurn. Im Winter 1847/1848 studierte er zur Vervollständigung der französischen Sprache an der Akademie Lausanne, immatrikulierte sich im Sommer 1848 an der Universität Heidelberg zu einem Studium der Rechtswissenschaften, das er 1850 an der Universität München fortsetzte.
Von 1851 bis 1856 war er als Fürsprech in Solothurn tätig und wurde in dieser Zeit 1851 für den Wahlkreis Kriegstetten zum freisinnigen Kantonsrat gewählt.
Er wurde am 26. Juni 1856 zum Landammann gewählt, war Führer der demokratischen Verfassungsrevision und von 1856 bis 1861 Regierungsrat für Bau und Forst, sowie ab 1861 auch für Landwirtschaft; im gleichen Zeitraum war er auch Ständerat.

### Politisches Wirken
Amanz Kaspar Affolter gab mit seinen Freunden Wilhelm Vigier (1823–1886) und Simon Kaiser (1828–1898), mit denen er bereits die Schul- und Studienzeit verbracht hatte, seit 1853 die Oppositionszeitung Solothurner Landbote heraus und veröffentlichte mit seinen Freunden Ende 1855 die Schrift Sind im Kanton Solothurn keine Veränderungen nötig?, die auch das rote Büchlein genannt wurde. In dieser Schrift wiederholten sie teilweise die Forderungen, die bereits 1830 in der ersten Parteibroschüre veröffentlicht worden waren, jedoch nun schärfer, klarer und bewusster gefasst waren. Sie bekämpften darin nicht die Verfassung von 1851, sondern verlangten eine breitere Verwirklichung jener Ideen. Der Unterschied war potenziell und in der Wirkung des liberalen Fortschrittsgedankens begründet. So forderten sie unter anderem den direkten Einfluss des Volkes auf die Gesetzgebung, erweiterte Wahlrechte, eine schärfere Gewaltentrennung, noch ergänzt durch den Wunsch nach einem Verantwortlichkeits-Gesetz, eine Reorganisation des Gerichtswesens, wobei man die demokratische Institution der Schwurgerichte zur Diskussion stellte. Weiterhin stellten sie die Forderungen, dass die Beamten-Besoldungen nicht erhöht werden sollten, die Gründung einer Kreditanstalt und einer Bank mit Schuldentilgungskasse, die Verbindung des Kantons Solothurn mit den Eisenbahnen, als den neuen Verkehrslinien, Ordnung im Staatshaushalt durch gute Rechnungsführung, Kontrolle und Ordnung in den Kassen, die Emanzipation des Staates sowie die Verbesserung des Schulwesens und der Strafanstalten. Zum Schluss empfahlen sie den Bürgern mit Eindringlichkeit die Verfassungsrevision als einziges Besserungsmittel.
Aufgrund der Bezeichnung rotes Büchlein entwickelte sich daraus der sogenannte "rote", radikal-liberale Parteiflügel, im Gegensatz zum "grauen", die Altliberalen (siehe auch Geschichte des Solothurner Parteiensystems).
Er war massgeblich an der Schaffung der kantonalen Gesetze über Forstverwaltung, Wasserbau und Entsumpfungen beteiligt. Während seiner Amtszeit wurden unter anderem die Strasse Thal-Mümliswil-Hägendorf errichtet und verschiedene grössere Bauprojekte (Heil- und Versorgungsanstalt für Irre und unheilbar Kranke in Rosegg bei Solothurn (siehe auch Solothurner Spitäler), Gefangenenhaus und Lagerhaus) verwirklicht.
Durch die von ihm geleitete Verfassungsrevision von 1856, wurde das lange festgehaltene System der indirekten Wahlen (durch Wahlmänner) und der Allmacht der Regierung in Kommunalangelegenheiten beseitigt.

## Mitgliedschaften
Amanz Kaspar Affolter trat während des Studiums dem Schweizerischen Zofingerverein bei.
Er war seit 1861 Präsident des Landwirtschaftlichen Vereins des Kantons Solothurn; nach seinem Tod folgte ihm Bonaventura Baumgartner in diesem Amt.
Er war auch führendes Mitglied der Schweizerischen Gemeinnützigen Gesellschaft.

## Schriften (Auswahl)
Wilhelm Vigier; Amanz Kaspar Affolter; Simon Kaiser: Sind im Kanton Solothurn keine Veränderungen nötig? Solothurn: Fr. X. Zepfel, 1855 (Digitalisat).